# Монти-делла-Лага
Монти-делла-Лага — горный массив в Италии.
Высшая точка — гора Горцано (2458 м). Геологически относится к Абруццким Апеннинам. Длина массива — 24 км.
Административно Монти-делла-Лага относится к трём регионам: Абруццо, Марке и Лацио.
Вместе с соседним массивом Гран-Сассо-д’Италия образует национальный парк «Гран-Сассо и Монти-делла-Лага».